# Tuğsal Moğul
Tuğsal Moğul (* 1969 in Neubeckum) ist ein deutscher Regisseur, Theaterautor und Arzt.

## Leben
Tuğsal Moğul wuchs als Sohn türkischer Einwanderer in der Kleinstadt Beckum auf. Nach dem Abitur begann er 1989 zunächst ein Studium der Humanmedizin an der Universität zu Lübeck, bevor er ab 1993 parallel dazu auch Schauspiel an der Hochschule für Musik und Theater Hannover studierte. Sein Schauspieldiplom erlangte er 1997 und im darauffolgenden Jahr schloss er sein Medizinstudium mit der Approbation an der Medizinischen Hochschule Hannover ab. Daraufhin arbeitete er zunächst als Arzt im Auguste-Viktoria-Krankenhaus in Berlin-Schöneberg, wo auch seine erste Theaterarbeit „Begegnung“ unter Mitwirkung von Patienten entstand. Als Schauspieler wirkte er in diversen Fernseh- und Kinofilmen mit, u. a. in „Balko“, „Hecht & Haie“, „Um Himmels Willen“ oder in „Der Ausbruch“ von Züli Aladağ. Auch am Theater war er als Gastschauspieler zu sehen, z. B. als Buenco in „Clavigo“ von Johann Wolfgang von Goethe am Maxim Gorki Theater oder am Theater Erlangen als Yıldırım in „Ganze Tage, ganze Nächte“ von Xavier Durringer. 2002 zog es ihn ins Münsterland, wo er 2006 seinen Facharzt in der Anästhesiologie machte und sich im Bereich Notfall- und Palliativmedizin weiterbildete.
2008 gründete er mit den Künstlern Bettina Lamprecht, Carmen Dalfogo, Stefan Otteni, Dietmar Pröll und Ariane Salzbrunn das Ensemble THEATER OPERATION. Gemeinsam erarbeiteten sie die Stücke „Halbstarke Halbgötter“ (2008), „Somnia“ (2010) und „Die Angehörigen“ (2014), bei denen Moğul jeweils die Regie übernahm. In dieser Trilogie wurden verschiedene Perspektiven des Klinikalltags beleuchtet, darunter ärztliche, pflegerische und medizinökonomische, aber auch Aspekte der familiären Betreuung von Patienten. Zudem initiierte das Ensemble THEATER OPERATION zusammen mit dem Theater im Pumpenhaus das interdisziplinäre Festival „Der Traum der Medizin“, in dem künstlerische und medizinische Fragestellungen beleuchtet wurden. 2013 publizierte Moğul zusammen mit Alfred Simon den Sammelband „Intensiv Erleben – Menschen in klinischen Grenzsituationen“, der im LIT Verlag erschien. Neben der Beschäftigung mit medizinischen Themen liegt ein weiterer Schwerpunkt von Moğuls Theaterarbeit in der Auseinandersetzung mit Migration, Rassismus und Rechtsextremismus. So z. B. in seiner Recherchearbeit „Auch Deutsche unter den Opfern“, die sich mit den NSU-Morden beschäftigt und 2017 von Ralf Haarmann als Hörspiel für den WDR produziert wurde, oder in seinem Theaterstück „Die Deutsche Ayşe“, in dem er mit seinem Bruder, dem Dokumentarfilmer und Gewinner des Deutschen Sozialpreises Esat Moğul, die Migrationsgeschichte von drei türkischen Frauen der ersten Generation auf die Bühne brachte.
Für seine Stückentwicklungen nutzt Moğul Methoden des Recherche- und Dokumentartheaters und kombiniert das dadurch gewonnene Material mit fiktiven Elementen.

## Recherchearbeiten (Autor und Regisseur)
- 2008: HALBSTARKE HALBGÖTTER, mit dem Ensemble THEATER OPERATION (Theater im Pumpenhaus Münster)
- 2010: SOMNIA/INTENSIVSTATION, mit dem Ensemble THEATER OPERATION (Theater im Pumpenhaus Münster)
- 2012: LASSEN SIE MICH DURCH, ICH BIN ARZT (Theater an der Glocksee Hannover)
- 2013: DIE DEUTSCHE AYŞE (Theater Münster)
- 2013: DIE WARE MENSCH (Theater an der Glocksee Hannover)
- 2013: DAS SUMMEN DER MONTAGSWÜRMER (Theater Ballhaus Naunynstraße Berlin)
- 2013: FREMDRAUMPFLEGE/BEGEGNUNG (Badisches Staatstheater Karlsruhe und Theater Pforzheim)
- 2014: DIE ANGEHÖRIGEN, mit dem Ensemble THEATER OPERATION (Theater im Pumpenhaus Münster)
- 2015: AUCH DEUTSCHE UNTER DEN OPFERN (Theater Münster)
- 2016: DER GOLDENE SCHNITT (Theater Dortmund)
- 2016: DEUTSCHE KONVERTITEN (Theater Münster und Theater im Pumpenhaus Münster)
- 2017: DIE UNBEKANNTE STADT (Theater Osnabrück/emma-Theater)
- 2018: AUCH DEUTSCHE UNTER DEN OPFERN/ KURBANLARIN ARASINDA ALMANLARDA VARDI (Theater Kumbaracı50 Istanbul)[11]
- 2018: DER KLEINE SPATZ VOM BOSPORUS (Theater im Pumpenhaus Münster)
- 2020: WIR HABEN GETAN, WAS WIR KONNTEN (Deutsches Schauspielhaus Hamburg)
- 2021: DEUTSCHE ÄRZTE GRENZENLOS (Theater Münster)
- 2023: AND NOW HANAU (Ruhrfestspiele Recklinghausen/ Theater Münster/ Theater Oberhausen/ Maxim Gorki Theater Berlin)
- 2025: AND NOW HANAU (zusammen mit dem Staatstheater Mainz Aufführung im Landgericht Mainz)[12]

## Regiearbeiten
- 2016: ALS MEIN VATER EIN BUSCH WURDE UND ICH MEINEN NAMEN VERLOR nach Joke van Leeuwe (Theater Münster)
- 2018: VATER von Florian Zeller (Theater Osnabrück/emma-Theater)
- 2019: WESTEND von Moritz Rinke (Theater DasDas Istanbul)
- 2022: Das Stillleben von Caren Jeß (Theater Heidelberg / Remmidemmi Festival)

## Auszeichnungen
- 2011: Einladung zum Heidelberger Stückemarkt für sein Debütstück „Halbstarke Halbgötter“[13]
- 2014: Publikumspreis und der Preis der Jugendjury für sein Theaterstück „Die deutsche Ayşe“ beim NRW-Theatertreffen in Dortmund[14]
- 2014: Einladung zu den Baden-Württembergischen Theatertagen mit seiner Theaterarbeit in privaten Wohnungen „Fremdraumpflege“[15]
- 2015: Einladung zu den Autorentheatertagen nach Berlin für seine Recherchearbeit „Auch Deutsche unter den Opfern“[16]
- 2016: Monica-Bleibtreu-Preis für „Auch Deutsche unter den Opfern“ als „Bestes Zeitgenössisches Drama“[17]
- 2017/2018 und 2019: Stipendiat des Deutschen Auswärtigen Amtes und Goethe-Instituts an der Kulturakademie Tarabya/Istanbul.[18]
- Einladung zu den Autorentheatertagen nach Berlin mit der Inszenierung von „Das Stillleben“ von Caren Jeß[19]
- Nominierung für den Amadeu Antonio Preis 2024 mit And now Hanau[20]
- Ausgewählt zu den 10 besten Theaterarbeiten beim Nachtkritik – Theatertreffen 2024 mit And now Hanau[21]